# Pallavolo ai XVII Giochi asiatici - Torneo maschile
La pallavolo maschile ai XVII Giochi asiatici si è svolta dal 20 settembre al 3 ottobre 2014 ad Ansan e Incheon, in Corea del Sud, durante i XVII Giochi asiatici: al torneo hanno partecipato nove squadre nazionali asiatiche e la vittoria finale è andata per la prima volta all'Iran.

## Impianti
|                                                                           |                                                                     |  |
|                                                                           |                                                                     |  |
| Ansan Sangroksu Gymnasium Città: Ansan Capienza: 2 865 Anno d'apertura: - | Songnim Gymnasium Città: Incheon Capienza: 5 009 Anno d'apertura: - |  |

## Regolamento
Le squadre hanno disputato una prima fase a gironi con formula del girone all'italiana; al termine della prima fase le prime due classificate di ogni girone hanno acceduto, conservando il risultato dello scontro diretto, ai gironi E e F della seconda fase (utile solo a definire la griglia dei quarti di finale), mentre le ultime due classificate di ogni girone hanno acceduto ai gironi G e H della seconda fase. Al termine della seconda fase:
- Tutte le squadre dei gironi E e F hanno acceduto alla fase finale per il primo posto strutturata in quarti di finale, semifinali, finale per il terzo posto e finale.
- Le quattro sconfitte ai quarti di finale della fase finale per il primo posto hanno acceduto alla fase finale per il quinto posto strutturata in semifinali, finale per il settimo posto e finale per il quinto posto.
- Le prime due classificate dei gironi G e H hanno acceduto alla fase finale per il nono posto strutturata in semifinali, finale per l'undicesimo posto e finale per il nono posto.
- Le ultime due classificate dei gironi G e H hanno acceduto alla fase finale per il tredicesimo posto strutturata in semifinali, finale per il quindicesimo posto e finale per il tredicesimo posto.

## Squadre partecipanti
| Squadra        | Qualificazione      | Ultima partecipazione |
| -------------- | ------------------- | --------------------- |
| Arabia Saudita | -                   | Canton 2010           |
| Birmania       | -                   | Canton 2010           |
| Cina           | -                   | Canton 2010           |
| Corea del Sud  | Paese organizzatore | Canton 2010           |
| Giappone       | -                   | Canton 2010           |
| Hong Kong      | -                   | Canton 2010           |
| India          | -                   | Canton 2010           |
| Iran           | -                   | Canton 2010           |
| Kazakistan     | -                   | Canton 2010           |
| Kuwait         | -                   | Canton 2010           |
| Maldive        | -                   | Doha 2006             |
| Pakistan       | -                   | Canton 2010           |
| Qatar          | -                   | Canton 2010           |
| Taipei cinese  | -                   | Canton 2010           |
| Thailandia     | -                   | Canton 2010           |
| Turkmenistan   | -                   | Canton 2010           |

## Torneo

### Prima fase
| Girone A      | Girone B       | Girone C  | Girone D     |
| ------------- | -------------- | --------- | ------------ |
| Corea del Sud | Arabia Saudita | Hong Kong | Cina         |
| Kazakistan    | Giappone       | India     | Birmania     |
| Qatar         | Kuwait         | Iran      | Thailandia   |
| Taipei cinese | Pakistan       | Maldive   | Turkmenistan |

#### Girone A

##### Risultati
| 20 settembre 2014 Songnim Gymnasium, Incheon Durata: 1h:18 - Spettatori: ?       | Corea del Sud | 3 - 0 | Kazakistan    | 25-16, 25-21, 25-23               |
| 21 settembre 2014 Ansan Sangroksu Gymnasium, Ansan Durata: 1h:15 - Spettatori: ? | Taipei cinese | 0 - 3 | Qatar         | 21-25, 17-25, 21-25               |
| 23 settembre 2014 Ansan Sangroksu Gymnasium, Ansan Durata: 1h:24 - Spettatori: ? | Kazakistan    | 0 - 3 | Qatar         | 23-25, 22-25, 21-25               |
| 24 settembre 2014 Songnim Gymnasium, Incheon Durata: 1h:22 - Spettatori: ?       | Corea del Sud | 3 - 0 | Taipei cinese | 25-22, 25-18, 25-20               |
| 26 settembre 2014 Songnim Gymnasium, Incheon Durata: 1h:54 - Spettatori: ?       | Taipei cinese | 3 - 2 | Kazakistan    | 25-23, 17-25, 25-21, 23-25, 15-10 |
| 27 settembre 2014 Ansan Sangroksu Gymnasium, Ansan Durata: 1h:25 - Spettatori: ? | Corea del Sud | 3 - 0 | Qatar         | 25-22, 25-19, 25-22               |

##### Classifica
| Pos | Squadra       | Pt | G | V | P | SV | SP | Ratio | PF  | PS  | Ratio |
| --- | ------------- | -- | - | - | - | -- | -- | ----- | --- | --- | ----- |
| 1   | Corea del Sud | 9  | 3 | 3 | 0 | 9  | 0  | MAX   | 225 | 183 | 1.230 |
| 2   | Qatar         | 6  | 3 | 2 | 1 | 6  | 3  | 2.000 | 213 | 200 | 1.065 |
| 3   | Taipei cinese | 2  | 3 | 1 | 2 | 3  | 8  | 0.375 | 224 | 254 | 0.882 |
| 4   | Kazakistan    | 1  | 3 | 0 | 3 | 2  | 9  | 0.222 | 230 | 255 | 0.902 |

#### Girone B

##### Risultati
| 20 settembre 2014 Songnim Gymnasium, Incheon Durata: 1h:22 - Spettatori: ?       | Pakistan       | 0 - 3 | Kuwait         | 22-25, 21-25, 16-25        |
| 21 settembre 2014 Ansan Sangroksu Gymnasium, Ansan Durata: 1h:09 - Spettatori: ? | Giappone       | 3 - 0 | Arabia Saudita | 25-15, 25-14, 25-12        |
| 22 settembre 2014 Songnim Gymnasium, Incheon Durata: 1h:34 - Spettatori: ?       | Kuwait         | 3 - 0 | Arabia Saudita | 27-25, 25-23, 25-20        |
| 23 settembre 2014 Ansan Sangroksu Gymnasium, Ansan Durata: 1h:22 - Spettatori: ? | Pakistan       | 0 - 3 | Giappone       | 23-25, 23-25, 23-25        |
| 25 settembre 2014 Songnim Gymnasium, Incheon Durata: 1h:46 - Spettatori: ?       | Giappone       | 3 - 1 | Kuwait         | 25-15, 22-25, 25-15, 25-17 |
| 26 settembre 2014 Ansan Sangroksu Gymnasium, Ansan Durata: 1h:14 - Spettatori: ? | Arabia Saudita | 3 - 0 | Pakistan       | 25-15, 25-20, 25-23        |

##### Classifica
| Pos | Squadra        | Pt | G | V | P | SV | SP | Ratio | PF  | PS  | Ratio |
| --- | -------------- | -- | - | - | - | -- | -- | ----- | --- | --- | ----- |
| 1   | Giappone       | 9  | 3 | 3 | 0 | 9  | 1  | 9.000 | 247 | 182 | 1.357 |
| 2   | Kuwait         | 6  | 3 | 2 | 1 | 7  | 3  | 2.333 | 224 | 224 | 1.000 |
| 3   | Arabia Saudita | 3  | 3 | 1 | 2 | 3  | 6  | 0.500 | 184 | 210 | 0.876 |
| 4   | Pakistan       | 0  | 3 | 0 | 3 | 0  | 9  | 0.000 | 186 | 225 | 0.827 |

#### Girone C

##### Risultati
| 20 settembre 2014 Ansan Sangroksu Gymnasium, Ansan Durata: 1h:38 - Spettatori: ? | India     | 3 - 1 | Hong Kong | 23-25, 25-18, 25-16, 25-21 |
| 22 settembre 2014 Songnim Gymnasium, Incheon Durata: 1h:13 - Spettatori: ?       | Maldive   | 0 - 3 | Hong Kong | 19-25, 22-25, 18-25        |
| 24 settembre 2014 Songnim Gymnasium, Incheon Durata: 1h:06 - Spettatori: ?       | India     | 3 - 0 | Maldive   | 25-10, 25-19, 25-17        |
| 25 settembre 2014 Songnim Gymnasium, Incheon Durata: 1h:08 - Spettatori: ?       | Hong Kong | 0 - 3 | Iran      | 16-25, 17-25, 12-25        |
| 26 settembre 2014 Songnim Gymnasium, Incheon Durata: 1h:17 - Spettatori: ?       | Iran      | 3 - 0 | India     | 25-22, 25-22, 25-18        |
| 27 settembre 2014 Ansan Sangroksu Gymnasium, Ansan Durata: 1h:08 - Spettatori: ? | Iran      | 3 - 0 | Maldive   | 25-10, 25-19, 25-21        |

##### Classifica
| Pos | Squadra   | Pt | G | V | P | SV | SP | Ratio | PF  | PS  | Ratio |
| --- | --------- | -- | - | - | - | -- | -- | ----- | --- | --- | ----- |
| 1   | Iran      | 9  | 3 | 3 | 0 | 9  | 0  | MAX   | 225 | 157 | 1.433 |
| 2   | India     | 6  | 3 | 2 | 1 | 6  | 4  | 1.500 | 235 | 201 | 1.169 |
| 3   | Hong Kong | 3  | 3 | 1 | 2 | 4  | 6  | 0.667 | 200 | 232 | 0.862 |
| 4   | Maldive   | 0  | 3 | 0 | 3 | 0  | 9  | 0.000 | 155 | 225 | 0.689 |

#### Girone D

##### Risultati
| 21 settembre 2014 Ansan Sangroksu Gymnasium, Ansan Durata: 1h:05 - Spettatori: ? | Birmania     | 0 - 3 | Cina         | 11-25, 12-25, 18-25        |
| 22 settembre 2014 Songnim Gymnasium, Incheon Durata: 1h:14 - Spettatori: ?       | Thailandia   | 3 - 0 | Turkmenistan | 25-22, 25-16, 25-17        |
| 23 settembre 2014 Ansan Sangroksu Gymnasium, Ansan Durata: 1h:00 - Spettatori: ? | Cina         | 3 - 0 | Turkmenistan | 25-15, 25-8, 25-10         |
| 24 settembre 2014 Songnim Gymnasium, Incheon Durata: 1h:08 - Spettatori: ?       | Birmania     | 0 - 3 | Thailandia   | 14-25, 17-25, 20-25        |
| 25 settembre 2014 Songnim Gymnasium, Incheon Durata: 1h:15 - Spettatori: ?       | Thailandia   | 0 - 3 | Cina         | 16-25, 19-25, 22-25        |
| 27 settembre 2014 Ansan Sangroksu Gymnasium, Ansan Durata: 1h:45 - Spettatori: ? | Turkmenistan | 3 - 1 | Birmania     | 25-17, 27-25, 19-25, 25-22 |

##### Classifica
| Pos | Squadra      | Pt | G | V | P | SV | SP | Ratio | PF  | PS  | Ratio |
| --- | ------------ | -- | - | - | - | -- | -- | ----- | --- | --- | ----- |
| 1   | Cina         | 9  | 3 | 3 | 0 | 9  | 0  | MAX   | 225 | 131 | 1.718 |
| 2   | Thailandia   | 6  | 3 | 2 | 1 | 6  | 3  | 2.000 | 207 | 181 | 1.144 |
| 3   | Turkmenistan | 3  | 3 | 1 | 2 | 3  | 7  | 0.429 | 184 | 239 | 0.770 |
| 4   | Birmania     | 0  | 3 | 0 | 3 | 1  | 9  | 0.111 | 181 | 246 | 0.736 |

### Seconda fase

#### Girone E

##### Risultati
| 28 settembre 2014 Songnim Gymnasium, Incheon Durata: 1h:09 - Spettatori: ? | Qatar         | 0 - 3 | Iran  | 19-25, 18-25, 19-25        |
| 28 settembre 2014 Songnim Gymnasium, Incheon Durata: 1h:16 - Spettatori: ? | Corea del Sud | 3 - 0 | India | 25-22, 27-25, 25-18        |
| 29 settembre 2014 Songnim Gymnasium, Incheon Durata: 1h:42 - Spettatori: ? | Corea del Sud | 1 - 3 | Iran  | 21-25, 19-25, 25-23, 19-25 |
| 29 settembre 2014 Songnim Gymnasium, Incheon Durata: 1h:10 - Spettatori: ? | Qatar         | 3 - 0 | India | 25-20, 25-20, 25-20        |

##### Classifica
| Pos | Squadra       | Pt | G | V | P | SV | SP | Ratio | PF  | PS  | Ratio |
| --- | ------------- | -- | - | - | - | -- | -- | ----- | --- | --- | ----- |
| 1   | Iran          | 9  | 3 | 3 | 0 | 9  | 1  | 9.000 | 248 | 202 | 1.228 |
| 2   | Corea del Sud | 6  | 3 | 2 | 1 | 7  | 3  | 2.333 | 236 | 226 | 1.044 |
| 3   | Qatar         | 3  | 3 | 1 | 2 | 3  | 6  | 0.500 | 194 | 210 | 0.924 |
| 4   | India         | 0  | 3 | 0 | 3 | 0  | 9  | 0.000 | 187 | 227 | 0.824 |

#### Girone F

##### Risultati
| 28 settembre 2014 Songnim Gymnasium, Incheon Durata: 1h:10 - Spettatori: ? | Giappone | 3 - 0 | Thailandia | 25-22, 25-22, 25-17        |
| 28 settembre 2014 Songnim Gymnasium, Incheon Durata: 1h:38 - Spettatori: ? | Kuwait   | 1 - 3 | Cina       | 26-24, 20-25, 12-25, 19-25 |
| 29 settembre 2014 Songnim Gymnasium, Incheon Durata: 1h:02 - Spettatori: ? | Kuwait   | 0 - 3 | Thailandia | 15-25, 17-25, 18-25        |
| 29 settembre 2014 Songnim Gymnasium, Incheon Durata: 1h:07 - Spettatori: ? | Giappone | 3 - 0 | Cina       | 25-18, 25-20, 25-17        |

##### Classifica
| Pos | Squadra    | Pt | G | V | P | SV | SP | Ratio | PF  | PS  | Ratio |
| --- | ---------- | -- | - | - | - | -- | -- | ----- | --- | --- | ----- |
| 1   | Giappone   | 9  | 3 | 3 | 0 | 9  | 1  | 9.000 | 247 | 188 | 1.314 |
| 2   | Cina       | 6  | 3 | 2 | 1 | 6  | 4  | 1.500 | 229 | 209 | 1.096 |
| 3   | Thailandia | 3  | 3 | 1 | 2 | 3  | 6  | 0.500 | 193 | 200 | 0.965 |
| 4   | Kuwait     | 0  | 3 | 0 | 3 | 2  | 9  | 0.222 | 199 | 271 | 0.734 |

#### Girone G

##### Risultati
| 28 settembre 2014 Ansan Sangroksu Gymnasium, Ansan Durata: 1h:05 - Spettatori: ? | Kazakistan    | 3 - 0   | Hong Kong | 25-21, 25-20, 25-22 |
| 28 settembre 2014 Ansan Sangroksu Gymnasium, Ansan Durata: 1h:06 - Spettatori: ? | Taipei cinese | 3 - 0'' | Maldive   | 25-21, 25-21, 25-17 |
| 29 settembre 2014 Ansan Sangroksu Gymnasium, Ansan Durata: 0h:54 - Spettatori: ? | Kazakistan    | 3 - 0   | Maldive   | 25-18, 25-9, 25-15  |
| 29 settembre 2014 Ansan Sangroksu Gymnasium, Ansan Durata: 1h:11 - Spettatori: ? | Taipei cinese | 3 - 0   | Hong Kong | 25-23, 25-21, 27-25 |

##### Classifica
| Pos | Squadra       | Pt | G | V | P | SV | SP | Ratio | PF  | PS  | Ratio |
| --- | ------------- | -- | - | - | - | -- | -- | ----- | --- | --- | ----- |
| 1   | Taipei cinese | 8  | 3 | 3 | 0 | 9  | 2  | 4.500 | 257 | 232 | 1.108 |
| 2   | Kazakistan    | 7  | 3 | 2 | 1 | 8  | 3  | 2.667 | 254 | 210 | 1.210 |
| 3   | Hong Kong     | 3  | 3 | 1 | 2 | 3  | 6  | 0.500 | 207 | 211 | 0.981 |
| 4   | Maldive       | 0  | 3 | 0 | 3 | 0  | 9  | 0.000 | 160 | 225 | 0.711 |

#### Girone H

##### Risultati
| 28 settembre 2014 Ansan Sangroksu Gymnasium, Ansan Durata: 1h:17 - Spettatori: ? | Pakistan       | 3 - 0 | Turkmenistan | 30-28, 25-23, 25-18               |
| 28 settembre 2014 Ansan Sangroksu Gymnasium, Ansan Durata: 1h:52 - Spettatori: ? | Arabia Saudita | 2 - 3 | Birmania     | 19-25, 25-23, 25-23, 22-25, 12-15 |
| 29 settembre 2014 Ansan Sangroksu Gymnasium, Ansan Durata: 1h:06 - Spettatori: ? | Pakistan       | 3 - 0 | Birmania     | 25-21, 25-22, 25-23               |
| 29 settembre 2014 Ansan Sangroksu Gymnasium, Ansan Durata: 1h:43 - Spettatori: ? | Arabia Saudita | 3 - 1 | Turkmenistan | 23-25, 25-19, 25-20, 26-24        |

##### Classifica
| Pos | Squadra        | Pt | G | V | P | SV | SP | Ratio | PF  | PS  | Ratio |
| --- | -------------- | -- | - | - | - | -- | -- | ----- | --- | --- | ----- |
| 1   | Arabia Saudita | 7  | 3 | 2 | 1 | 8  | 4  | 2.000 | 277 | 257 | 1.078 |
| 2   | Pakistan       | 6  | 3 | 2 | 1 | 6  | 3  | 2.000 | 213 | 210 | 1.014 |
| 3   | Turkmenistan   | 3  | 3 | 1 | 2 | 4  | 7  | 0.571 | 253 | 268 | 0.944 |
| 4   | Birmania       | 2  | 3 | 1 | 2 | 4  | 8  | 0.500 | 266 | 274 | 0.971 |

### Finali 1º e 3º posto
|  | Quarti di finale | Quarti di finale |          |               | Semifinali         | Semifinali         |  |  | Finale 1º/2º posto | Finale 1º/2º posto |
|  |                  |                  |          |               |                    |                    |  |  |                    |                    |
|  |                  |                  |          |               |                    |                    |  |  |                    |                    |
|  |                  |                  |          |               |                    |                    |  |  |                    |                    |
|  | India            | 2                |          |               |                    |                    |  |  |                    |                    |
|  | India            | 2                |          |               |                    |                    |  |  |                    |                    |
|  | Giappone         | 3                |          |               |                    |                    |  |  |                    |                    |
|  | Giappone         | 3                | Giappone | 3             |                    |                    |  |  |                    |                    |
|  |                  |                  | Giappone | 3             |                    |                    |  |  |                    |                    |
|  |                  | Corea del Sud    | 1        |               |                    |                    |  |  |                    |                    |
|  | Corea del Sud    | Corea del Sud    | 1        | 3             |                    |                    |  |  |                    |                    |
|  | Corea del Sud    |                  |          | 3             |                    |                    |  |  |                    |                    |
|  | Thailandia       | 1                |          |               |                    |                    |  |  |                    |                    |
|  | Thailandia       | 1                | Giappone | 1             |                    |                    |  |  |                    |                    |
|  |                  |                  | Giappone | 1             |                    |                    |  |  |                    |                    |
|  |                  | Iran             | 3        |               |                    |                    |  |  |                    |                    |
|  | Qatar            | Iran             | 3        | 1             |                    |                    |  |  |                    |                    |
|  | Qatar            |                  |          | 1             |                    |                    |  |  |                    |                    |
|  | Cina             | 3                |          |               |                    |                    |  |  |                    |                    |
|  | Cina             | 3                | Cina     | 0             | Finale 3º/4º posto | Finale 3º/4º posto |  |  |                    |                    |
|  |                  |                  | Cina     | 0             | Finale 3º/4º posto | Finale 3º/4º posto |  |  |                    |                    |
|  |                  | Iran             | 3        |               |                    |                    |  |  |                    |                    |
|  | Iran             | Iran             | 3        | 3             | Cina               | 1                  |  |  |                    |                    |
|  | Iran             |                  |          | 3             | Cina               | 1                  |  |  |                    |                    |
|  | Kuwait           | 0                |          | Corea del Sud | 3                  |                    |  |  |                    |                    |
|  | Kuwait           | 0                |          |               | 3                  |                    |  |  |                    |                    |
|  |                  |                  |          |               |                    |                    |  |  |                    |                    |
|  |                  |                  |          |               |                    |                    |  |  |                    |                    |

#### Quarti di finale
| 1º ottobre 2014 Songnim Gymnasium, Incheon Durata: 2h:05 - Spettatori: 1 500 | India         | 2 - 3 | Giappone   | 25-20, 19-25, 25-23, 20-25, 13-15 |
| 1º ottobre 2014 Songnim Gymnasium, Incheon Durata: 1h:59 - Spettatori: 900   | Qatar         | 1 - 3 | Cina       | 23-25, 25-20, 23-25, 21-25        |
| 1º ottobre 2014 Songnim Gymnasium, Incheon Durata: 1h:45 - Spettatori: 1 700 | Corea del Sud | 3 - 1 | Thailandia | 25-21, 25-27, 25-21, 25-19        |
| 1º ottobre 2014 Songnim Gymnasium, Incheon Durata: 1h:14 - Spettatori: 236   | Iran          | 3 - 0 | Kuwait     | 25-21, 25-18, 25-14               |

#### Semifinali
| 2 ottobre 2014 Songnim Gymnasium, Incheon Durata: 1h:08 - Spettatori: 1 200       | Cina     | 0 - 3 | Iran          | 15-25, 15-25, 19-25        |
| 2 ottobre 2014 Ansan Sangroksu Gymnasium, Ansan Durata: 1h:46 - Spettatori: 1 000 | Giappone | 3 - 1 | Corea del Sud | 25-19, 18-25, 25-18, 25-23 |

#### Finale 3º posto
| 3 ottobre 2014 Songnim Gymnasium, Incheon Durata: 1h:44 - Spettatori: 4 800 | Cina | 1 - 3 | Corea del Sud | 25-20, 20-25, 13-25, 22-25 |

#### Finale
| 3 ottobre 2014 Songnim Gymnasium, Incheon Durata: 1h:56 - Spettatori: 1 900 | Giappone | 1 - 3 | Iran | 26-28, 25-23, 19-25, 19-25 |

### Finali 5º e 7º posto
|  | Semifinali | Semifinali | Semifinali |       |       | Finale 5º/6º posto | Finale 5º/6º posto | Finale 5º/6º posto |  |
|  |            |            |            |       |       |                    |                    |                    |  |
|  | India      | India      | 3          |       |       |                    |                    |                    |  |
|  | India      | India      | 3          |       |       |                    |                    |                    |  |
|  | Thailandia | Thailandia | 1          |       |       |                    |                    |                    |  |
|  | Thailandia | Thailandia | 1          |       | India | India              | 3                  |                    |  |
|  |            |            |            |       | India | India              | 3                  |                    |  |
|  |            |            | Qatar      | Qatar | 2     |                    |                    |                    |  |
|  | Qatar      | Qatar      | Qatar      | Qatar | 2     | 3                  |                    |                    |  |
|  | Qatar      | Qatar      |            |       |       | 3                  |                    |                    |  |
|  | Kuwait     | Kuwait     | 0          |       |       | Finale 7º/8º posto | Finale 7º/8º posto | Finale 7º/8º posto |  |
|  | Kuwait     | Kuwait     | 0          |       |       |                    |                    |                    |  |
|  |            |            |            |       |       |                    |                    |                    |  |
|  |            |            |            |       |       | Thailandia         | Thailandia         | 3                  |  |
|  |            |            |            |       |       | Thailandia         | Thailandia         | 3                  |  |
|  |            |            |            |       |       | Kuwait             | Kuwait             | 1                  |  |

#### Semifinali
| 2 ottobre 2014 Songnim Gymnasium, Incheon Durata: 1h:36 - Spettatori: 500 | India | 3 - 1 | Thailandia | 22-25, 25-18, 25-23, 25-20 |
| 2 ottobre 2014 Songnim Gymnasium, Incheon Durata: 1h:21 - Spettatori: 200 | Qatar | 3 - 0 | Kuwait     | 25-23, 25-15, 25-22        |

#### Finale 7º posto
| 3 ottobre 2014 Songnim Gymnasium, Incheon Durata: 1h:40 - Spettatori: 180 | Thailandia | 3 - 1 | Kuwait | 25-15, 25-23, 22-25, 25-15 |

#### Finale 5º posto
| 3 ottobre 2014 Songnim Gymnasium, Incheon Durata: 1h:59 - Spettatori: 800 | India | 3 - 2 | Qatar | 25-21, 20-25, 25-22, 20-25, 15-10 |

### Finali 9º e 11º posto
|  | Semifinali     | Semifinali     | Semifinali |          |                | Finale 9º/10º posto  | Finale 9º/10º posto  | Finale 9º/10º posto  |  |
|  |                |                |            |          |                |                      |                      |                      |  |
|  | Kazakistan     | Kazakistan     | 3          |          |                |                      |                      |                      |  |
|  | Kazakistan     | Kazakistan     | 3          |          |                |                      |                      |                      |  |
|  | Arabia Saudita | Arabia Saudita | 2          |          |                |                      |                      |                      |  |
|  | Arabia Saudita | Arabia Saudita | 2          |          | Arabia Saudita | Arabia Saudita       | 0                    |                      |  |
|  |                |                |            |          | Arabia Saudita | Arabia Saudita       | 0                    |                      |  |
|  |                |                | Pakistan   | Pakistan | 3              |                      |                      |                      |  |
|  | Taipei cinese  | Taipei cinese  | Pakistan   | Pakistan | 3              | 3                    |                      |                      |  |
|  | Taipei cinese  | Taipei cinese  |            |          |                | 3                    |                      |                      |  |
|  | Pakistan       | Pakistan       | 0          |          |                | Finale 11º/12º posto | Finale 11º/12º posto | Finale 11º/12º posto |  |
|  | Pakistan       | Pakistan       | 0          |          |                |                      |                      |                      |  |
|  |                |                |            |          |                |                      |                      |                      |  |
|  |                |                |            |          |                | Kazakistan           | Kazakistan           | 1                    |  |
|  |                |                |            |          |                | Kazakistan           | Kazakistan           | 1                    |  |
|  |                |                |            |          |                | Taipei cinese        | Taipei cinese        | 3                    |  |

#### Semifinali
| 30 settembre 2014 Songnim Gymnasium, Incheon Durata: 1h:56 - Spettatori: 120 | Kazakistan    | 3 - 2 | Arabia Saudita | 18-25, 20-25, 25-14, 30-28, 15-8 |
| 30 settembre 2014 Songnim Gymnasium, Incheon Durata: 1h:11 - Spettatori: 200 | Taipei cinese | 3 - 0 | Pakistan       | 25-19, 26-24, 25-19              |

#### Finale 11º posto
| 1º ottobre 2014 Ansan Sangroksu Gymnasium, Ansan Durata: 1h:14 - Spettatori: 275 | Arabia Saudita | 0 - 3 | Pakistan | 27-29, 17-25, 16-25 |

#### Finale 9º posto
| 1º ottobre 2014 Ansan Sangroksu Gymnasium, Ansan Durata: 1h:37 - Spettatori: 210 | Kazakistan | 1 - 3 | Taipei cinese | 22-25, 23-25, 25-15, 21-25 |

### Finali 13º e 15º posto
|  | Semifinali   | Semifinali   | Semifinali |          |              | Finale 13º/14º posto | Finale 13º/14º posto | Finale 13º/14º posto |  |
|  |              |              |            |          |              |                      |                      |                      |  |
|  | Maldive      | Maldive      | 1          |          |              |                      |                      |                      |  |
|  | Maldive      | Maldive      | 1          |          |              |                      |                      |                      |  |
|  | Turkmenistan | Turkmenistan | 3          |          |              |                      |                      |                      |  |
|  | Turkmenistan | Turkmenistan | 3          |          | Turkmenistan | Turkmenistan         | 3                    |                      |  |
|  |              |              |            |          | Turkmenistan | Turkmenistan         | 3                    |                      |  |
|  |              |              | Birmania   | Birmania | 1            |                      |                      |                      |  |
|  | Hong Kong    | Hong Kong    | Birmania   | Birmania | 1            | 2                    |                      |                      |  |
|  | Hong Kong    | Hong Kong    |            |          |              | 2                    |                      |                      |  |
|  | Birmania     | Birmania     | 3          |          |              | Finale 15º/16º posto | Finale 15º/16º posto | Finale 15º/16º posto |  |
|  | Birmania     | Birmania     | 3          |          |              |                      |                      |                      |  |
|  |              |              |            |          |              |                      |                      |                      |  |
|  |              |              |            |          |              | Maldive              | Maldive              | 2                    |  |
|  |              |              |            |          |              | Maldive              | Maldive              | 2                    |  |
|  |              |              |            |          |              | Hong Kong            | Hong Kong            | 3                    |  |

#### Semifinali
| 30 settembre 2014 Songnim Gymnasium, Incheon Durata: 1h:32 - Spettatori: 260 | Maldive   | 1 - 3 | Turkmenistan | 16-25, 25-16, 18-25, 12-25        |
| 30 settembre 2014 Songnim Gymnasium, Incheon Durata: 1h:55 - Spettatori: 100 | Hong Kong | 2 - 3 | Birmania     | 25-18, 16-25, 26-24, 20-25, 10-15 |

#### Finale 15º posto
| 1º ottobre 2014 Ansan Sangroksu Gymnasium, Ansan Durata: 2h:14 - Spettatori: 100 | Maldive | 2 - 3 | Hong Kong | 23-25, 25-20, 20-25, 29-27, 11-15 |

#### Finale 13º posto
| 1º ottobre 2014 Ansan Sangroksu Gymnasium, Ansan Durata: 1h:32 - Spettatori: 250 | Turkmenistan | 3 - 1 | Birmania | 17-25, 25-18, 25-16, 25-14 |

## Classifica finale
| Pos | Squadra        |
| --- | -------------- |
|     | Iran           |
|     | Giappone       |
|     | Corea del Sud  |
| 4   | Cina           |
| 5   | India          |
| 6   | Qatar          |
| 7   | Thailandia     |
| 8   | Kuwait         |
| 9   | Taipei cinese  |
| 10  | Kazakistan     |
| 11  | Pakistan       |
| 12  | Arabia Saudita |
| 13  | Turkmenistan   |
| 14  | Birmania       |
| 15  | Hong Kong      |
| 16  | Maldive        |